# Emilio Böhme
Emilio Julio Alexandro Böhme (* 21. Dezember 1877 auf Gut Oehe, Kreis Flensburg; † 29. Juli 1921 auf dem Gotteskoog-Deich, Nordfriesland) war deutscher Landrat des Kreises Tondern (1914–1921) und deutscher Vertreter in der Internationalen Kommission für die Überwachung des Plebiszits in Schleswig (französisch Commission Internationale de Surveillance du Plébiscite Slesvig (CIS)).

## Leben
Böhme studierte Rechtswissenschaften. In Tübingen wurde er 1899 Mitglied des Corps Suevia. Seine Beamtenlaufbahn begann er als Regierungsassessor in Marienwerder. Während des Ersten Weltkrieges war er als Landrat im preußischen Kreis Tondern tätig.
Die Interalliierten Abstimmungskommission für Schleswig war ab 1919 aktiv und bestand aus dem Briten Sir Charles Marling (Präsident), dem Franzosen Paul Claudel, dem Norweger Thomas Thomassen Heftye und dem Schweden Oscar von Sydow. Ein weiterer Sitz stand den Vereinigten Staaten zur Verfügung, wurde aber nicht besetzt. Böhme war neben dem dänischen Vertreter Hans Peter Hanssen (später dänischer Minister) als Berater der Kommission zugeteilt.
Nach der Teilung von Schleswig (1920) blieb er weiter Landrat des nun umbenannten und verkleinerten Kreises Südtondern. Böhme verunglückte am 29. Juli 1921 mit einer einspännigen Pferdekutsche tödlich auf dem Gotteskoog-Deich. Seine Grabstelle findet sich in Nieblum auf Föhr.

## Publikationen
- Das Zusammengehörigkeitsgefühl der Schleswig-Holsteiner. In: Schleswig-Holsteinisches Jahrbuch (1920), S. 89f.

## Ehrungen
Die Stadt Niebüll benannte ihm zu Ehren eine Straße.